# 変形の局所化とせん断帯
変形の局所化（へんけいのきょくしょか、英: localization of deformation, strain localization）とは、固体に変形を与えたときに、固体の一部の領域に変形が集中することをいう。
変形の局所化現象の代表的な例としてせん断帯（せんだんたい、shear band）がある。これはせん断変形が狭い帯状の領域に集中して発生する現象であり、金属材料や地盤材料など各種の材料で見られる。
なお、地盤材料における変形の局所化現象として、せん断帯のほか、圧縮を受けた際に、最大圧縮主応力方向に垂直またはそれに近い方向の帯状領域に局所化して大きな体積圧縮変形が生じる圧縮帯（あっしゅくたい、compression band）も知られている。